# Reus Challenger 1981
Il Reus Challenger 1981 è stato un torneo di tennis facente parte della categoria ATP Challenger Series nell'ambito dell'ATP Challenger Series 1981. Il torneo si è giocato a Reus in Spagna dal 24 al 30 agosto 1981 su campi in terra rossa.

## Vincitori

### Singolare
Jean-François Caujolle ha battuto in finale  Alejandro Pierola con il punteggio di 7–6, 6–0

### Doppio
Egan Adams /  Robbie Venter hanno battuto in finale  Junie Chatman /  Bruce Derlin con il punteggio di 6–7, 6–4, 6–4